# Pharsalia duplicata
Pharsalia duplicata là một loài bọ cánh cứng trong họ Cerambycidae.